# 陳家駿
陳家駿（Chen Chia-Chun，1991年10月13日—）臺灣花蓮縣人，為臺灣足球運動員，在足球場上司職後衛，目前效力於台灣企業甲級足球聯賽的高雄市台電足球隊，背號7號。

## 生平
陳家駿於1991年10月13日生於臺灣花蓮縣，他擁有臺灣原住民阿美族的血統。高中時期就讀於擁有臺灣高中足球勁旅的國立花蓮高級農業職業學校土木科。並在此時加入花蓮高農的足球校隊效力，當時他的背號是17號。在校期間，曾隨花蓮高農的足球校隊獲得第二屆全國中等學校足球聯賽的冠軍。
於花蓮高農畢業後，陳家駿進入到國立臺灣體育大學就讀，於在校期間同樣加入到台體大的足球校隊中持續其足球生涯。
2015年10月，陳家駿獲得花蓮縣徵招，代表花蓮縣出戰於高雄市舉辦的104年全國運動會。該屆賽事中，花蓮縣除徵招陳家駿外，也徵招了王睿、陳庭揚、林約翰、嚴和生以及林昌倫等國家代表隊的成員。最終花蓮縣於該屆全國運動會男子足球項目獲得季軍。

## 職業生涯

### 俱樂部
2014年，陳家駿於臺灣體大畢業後，因兵役問題，因此獲得中華民國足球協會提名為體育替代役男，後來到位於高雄市左營區國家運動選手訓練中心旗下的台灣國訓足球隊中效力來完成替代役役期。
2015年，服滿替代役的陳家駿離開國訓足球隊後，立即與全國城市足球聯賽的高雄市台電足球隊簽約加入該隊，在台電足球隊中，陳家駿繼續擔任後衛的佔位，並且他的背號是7號。
2015-16年全國城市足球聯賽，台電足球隊於倒數第2輪時打敗大同足球隊而提前封王完成該聯賽的二連霸，陳家駿也隨隊獲得加入台電足球隊後的第一座城市聯賽冠軍獎盃。

### 國家隊
陳家駿曾在19歲時代表過中華臺北U19國家代表隊出賽，之後則短暫沒有獲得國家隊徵招出賽。
2015年陳家駿首次代表中華臺北男子足球代表隊出賽2018年世界盃資格賽亞洲區第二輪，不過因其沒有國家隊出賽經驗因此前幾場並沒有上場出賽，直到2015年11月12日，中華臺北客場出戰泰國時，下半場以後，中華臺北總教練陳貴人開始為陳家駿預先建立其心理建設，陳家駿當時回說，緊張到褲子都濕了。並於11月17日高雄國家體育場主場對上伊拉克，因中華臺北主力右後衛陳昌源因傷無法上場，因此陳家駿首次獲得了國家隊先發出賽的機會。
而該場比賽中，雖最終中華臺北以0比2落敗，然而陳家駿優異的表現意外成為了限制伊拉克左路2名重要旅歐球員的關鍵人物。

## 個人數據
| 中華台北                | 中華台北 | 中華台北 | 中華台北 |
| 年度                    | 出賽     | 進球     | 參考     |
| ----------------------- | -------- | -------- | -------- |
| 2015                    | 1        | 0        |          |
| 2016                    | 1        | 0        |          |
| 總計                    | 2        | 0        |          |
| 最後更新於2018年4月22日 |          |          |          |

## 榮譽

### 團隊
- 全國城市足球聯賽冠軍 - 2015年[6]
- 台灣企業甲級足球聯賽亞軍 - 2017年

## 資料來源
1. 1 2 3 4 5 6 7  . 足巢 footballhome.   [2016-10-22]. （原始内容存档于2018-04-23） （中文（臺灣））.
2. 1 2  . 花蓮高農.   [2016-10-22]. （原始内容存档于2016-03-04） （中文（臺灣））.
3. ↑  張克銘. . ETtoday新聞雲. 2015-11-04  [2016-10-22] （中文（臺灣））.
4. ↑  久保. . 運動視界. 2015-10-18  [2016-10-22]. （原始内容存档于2016-03-04） （中文（臺灣））.
5. ↑  蔡宗憲. . 更生日報. 2015-10-12  [2016-10-22]. （原始内容存档于2018-04-23） （中文（臺灣））.
6. 1 2  . 中華民國足球協會. 2016-04-24  [2016-06-03]. （原始内容存档于2016-05-09） （中文（臺灣））.
7. 1 2 3  王毓健. . 蘋果日報. 2015-11-18  [2016-10-22]. （原始内容存档于2015-11-23） （中文（臺灣））.
8. 1 2 3  魏立信. . ETtoday新聞雲. 2015-11-17 （中文（臺灣））.
9. ↑  李弘斌. . 中國時報. 2015-11-17  [2016-10-22]. （原始内容存档于2015-12-21） （中文（臺灣））.